# Cane da orso della Carelia
Il cane da orso della Carelia è un cane da caccia della famiglia degli spitz. È un cane di taglia media (il maschio arriva a circa 55 cm al garrese con un peso di circa 25 kg), di colore nero-bianco, di corporatura robusta e dagli arti forti. Alcuni esemplari possono nascere anuri o brachiuri.

## Origini
Discendente diretto del lupo artico, il cane da orso della Carelia (Karjalankarhukoira in finlandese) ha origini finlandesi, dalle quali prende il nome dalla regione della Finlandia sudorientale chiamata appunto Carelia.
Il cane da orso della Carelia era usato principalmente per la caccia a piccoli animali da pelliccia, come scoiattoli e martore. Come il Norsk elghund grigio, questo cane veniva usato anche nella caccia a alce, lince, lupo e, come suggerisce il nome, alla caccia dell’orso bruno eurasiatico. Nella caccia all'orso erano usati almeno un paio di cani per trattenere la preda, che abbaiando forte, distraevano l'orso, permettendo così al cacciatore di colpire il plantigrado.

## Utilità
Il cane da orso della Carelia è incline alla caccia, ma non si comporta come un segugio: predilige infatti la caccia in branco dei grandi mammiferi, come l'orso, l'alce e il cinghiale.
Come struttura, è dotato di tre elementi base per definirlo un vero cacciatore: un olfatto finissimo, una vista molto acuta e un udito particolarmente sensibile: può quindi avvertire la selvaggina anche da grandi distanze (superiori ai 2 chilometri). Caratteristica principale del suo comportamento venatorio è il saper tenere a bada la preda, in attesa del suo padrone.

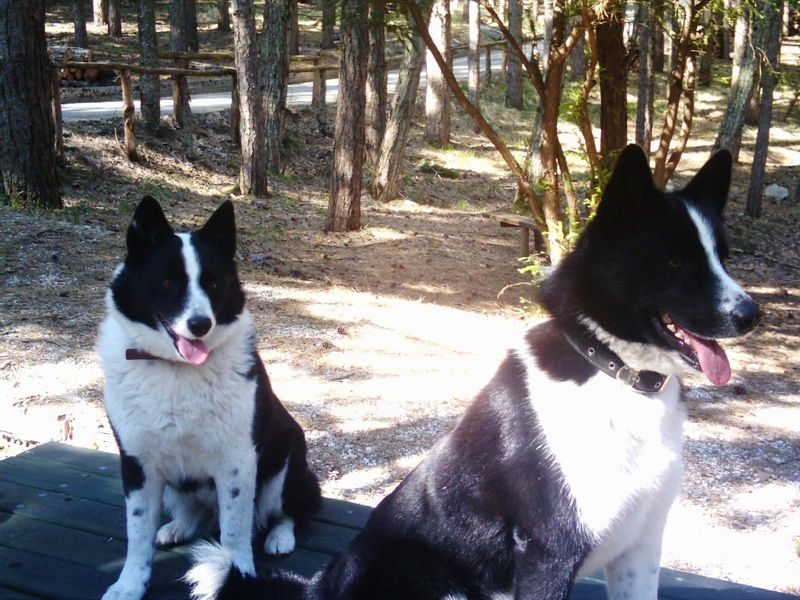
Femmina e maschio

## Carattere

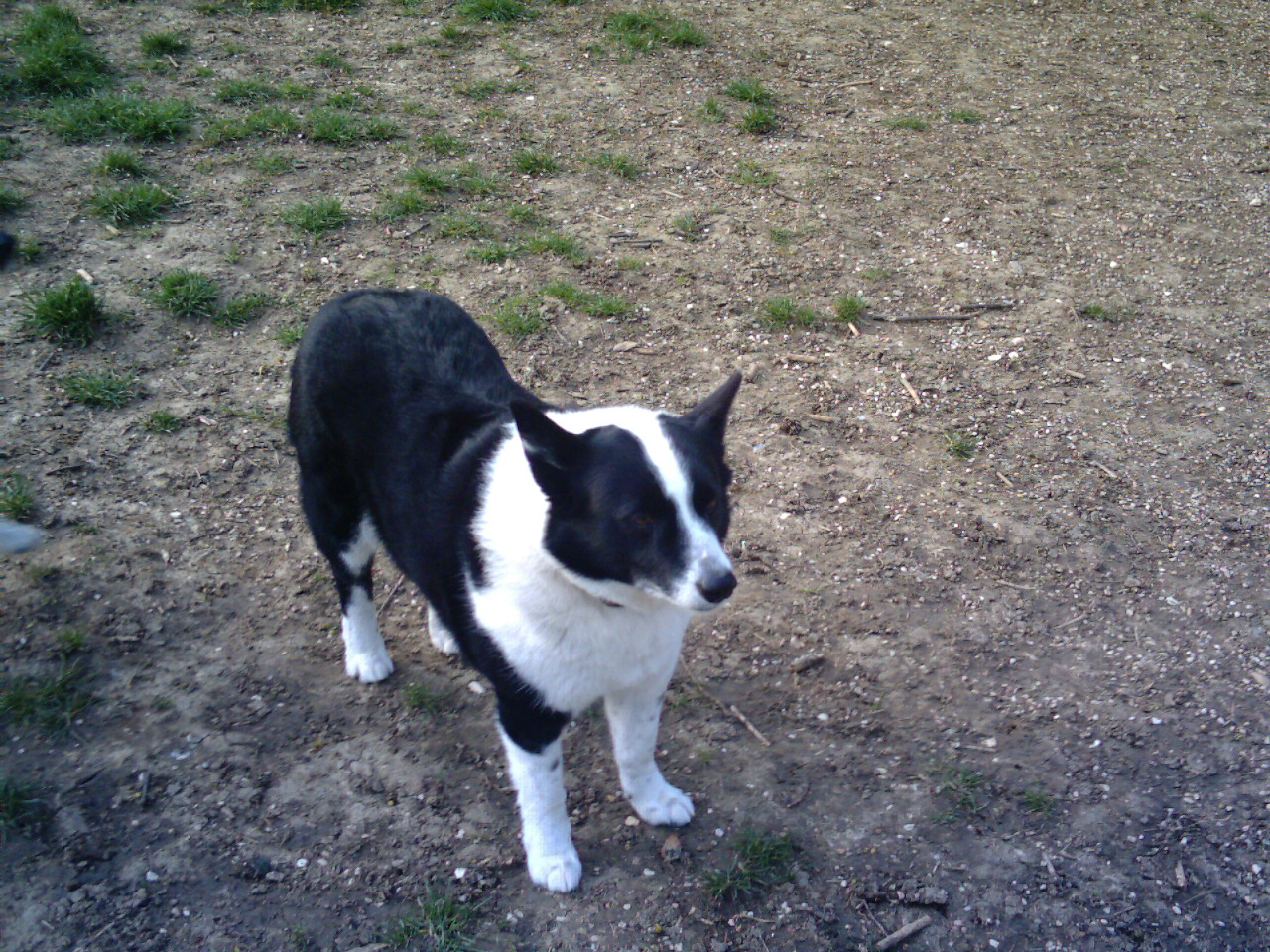
Esemplare femmina di careliano

Pur essendo un cane fiero e indipendente, col tempo si affeziona molto al padrone e vi sviluppa un rapporto particolarmente fedele, in seguito al quale richiede spazio e attenzione. In questi casi, mantiene tuttavia l'abitudine a mostrarsi indifferente verso le altre persone.
Ha un istinto al combattimento molto sviluppato dato che la razza è stata sempre selezionata per cacciare animali selvatici di grandi dimensioni.
Non si dimostra mai aggressivo nei confronti delle persone, che comunque considera estranee. Si può dimostrare aggressivo solo nei confronti dei suoi simili, il più delle volte per difendersi.
La razza coopera attivamente alla caccia. Possiede un senso olfattivo estremamente sviluppato ed anche gli altri sensi sono eccellenti. Il senso dell'orientamento è estremamente elevato.
Fra le popolazioni del Baltico si distingue come uno dei cani più socievoli, il più adatto alla compagnia con l'uomo. È un cane molto sensibile, poco adatto a piccoli spazi e alla non attività e soprattutto alla mancanza di attenzione.